# چاوک‌ها
چاوک‌ها (نام علمی: Ochthoeca) نام یک سرده از تیره ژیان‌مرغ است.

## گونه‌ها
- چاوک پشت‌قهوه‌ای, Ochthoeca fumicolor
- چاوک ابروسفید, Ochthoeca leucophrys
- چاوک پیورا, Ochthoeca piurae
- چاوک داربینی, Ochthoeca oenanthoides
- چاوک سینه‌حنایی, Ochthoeca rufipectoralis
- چاوک پشت‌توسی, Ochthoeca cinnamomeiventris
  - چاوک کمرآلبالویی, Ochthoeca cinnamomeiventris thoracica
- چاوک کاکلی, Ochthoeca frontalis
  - چاوک کالینوفسکی, Ochthoeca frontalis spodionota
- چاوک یلسکی Ochthoeca jelskii
- چاوک شکم‌زرد Ochthoeca diadema
- چاوک ابروطلایی Ochthoeca pulchella